# Miguel Ángel Santoro
Miguel Ángel Santoro Marcote (Sarandí, Provincia de Buenos Aires, 27 de febrero de 1942) es un exfutbolista y entrenador argentino. Jugaba de arquero y fue director técnico de Independiente de la Primera División Argentina.

## Trayectoria

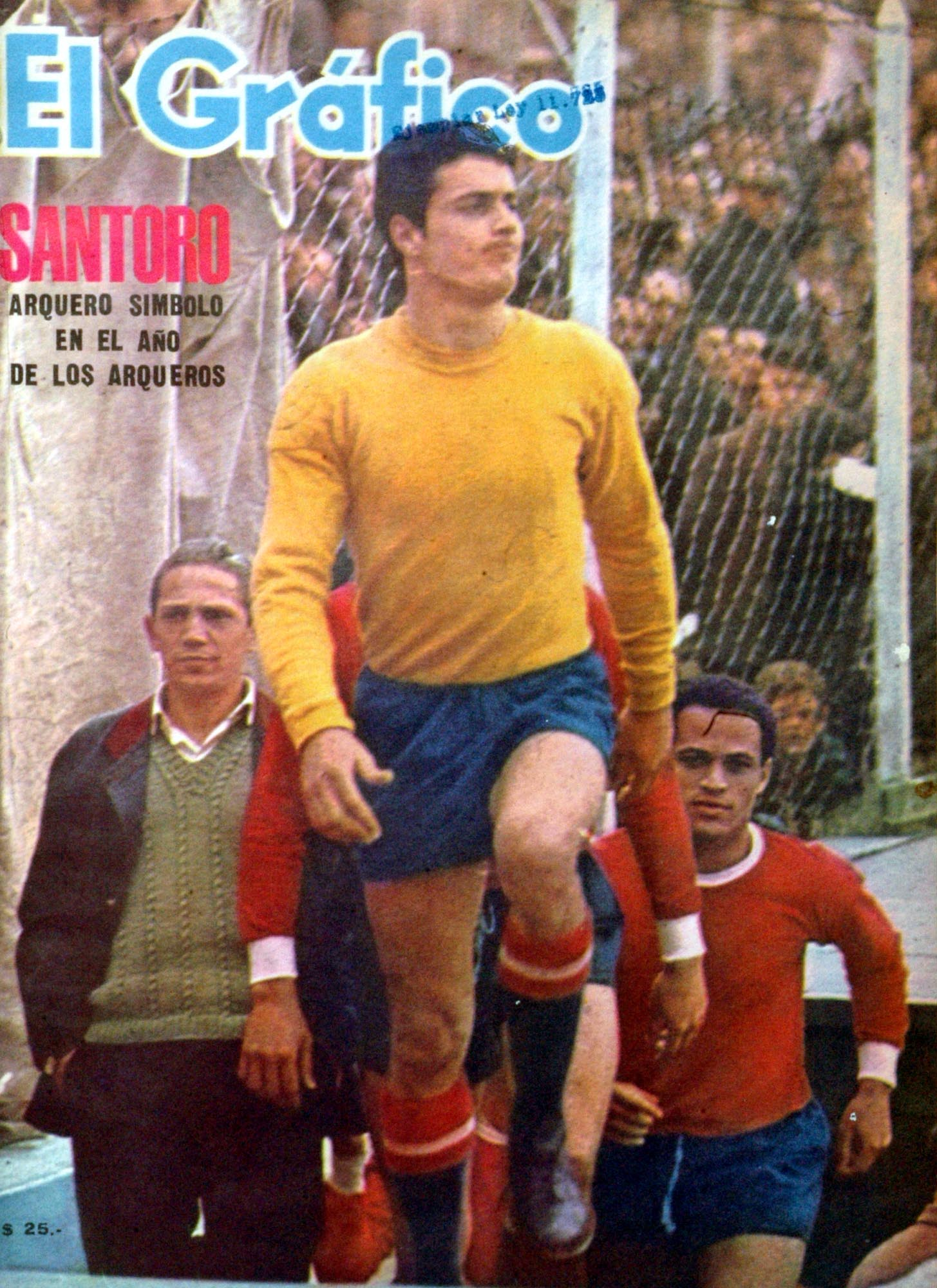
Santoro en 1965.

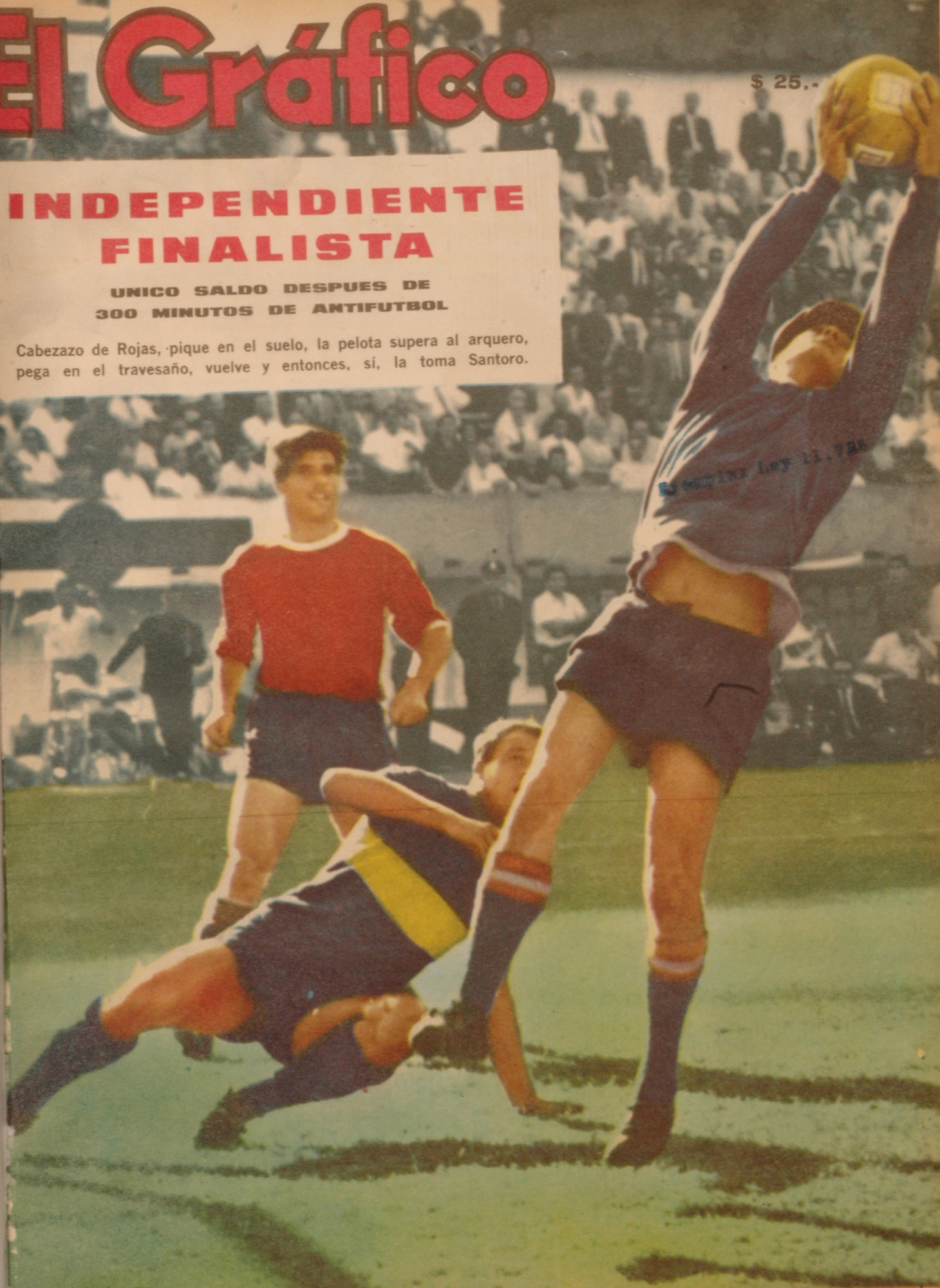
Santoro en 1965.

### Como jugador
Su debut en primera división se produjo en 1962, en un partido disputado contra Argentinos Juniors y que terminara empatado 0 - 0.
En su primer año como arquero titular del equipo -1963- se consagró campeón argentino. Y en 1964 terminó de afirmarse cuando le cupo una actuación consagratoria en la final de la Copa Libertadores de ese año frente a Nacional.  Al año siguiente fue nuevamente decisivo al contener un penal en la semifinal de la misma copa frente a Boca Juniors.
En el verano de 1974 fue transferido al Hércules CF, de España, donde jugó durante tres temporadas (74/75, 75/76 y 76/77), todas ellas a las órdenes del técnico Arsenio Iglesias Pardo. En su primera temporada en el club herculano compite en la titularidad con el arquero paraguayo Humberto de la Cruz Núñez Cubillas, y en las dos siguientes con el guardameta vasco Juan Antonio Deusto. Tras concluir la temporada 1976/77 finalizó su carrera como futbolista.

### Como director técnico

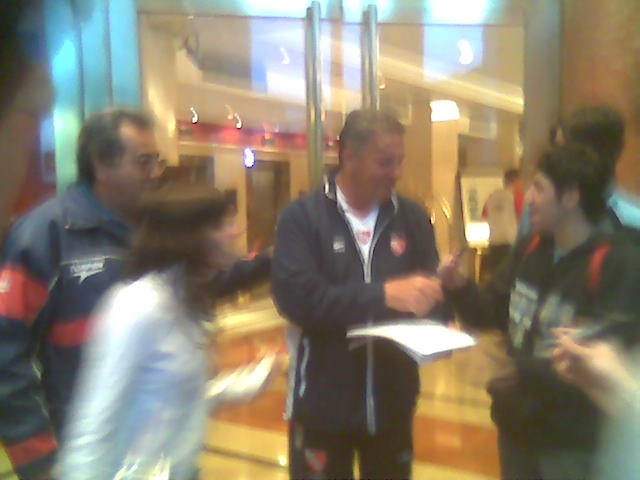
"Pepé" Santoro, en noviembre de 2007.

A su regreso de España, donde también dejó gratos recuerdos, Pepé fue director técnico de Independiente en Primera División (1980) y luego director de las divisiones inferiores. Como director técnico interino, y reemplazando a entrenadores que no lograron finalizar su período, Pepé dirigiría cuatro veces más a su querido Independiente. Primero reemplazó dos veces a César Menotti, después a Jorge Burruchaga en el año 2007, en donde logró mantener invicto al equipo en 9 fechas (4 victorias y 5 empates). En el 2008 Pepé vuelve a ponerse el traje de capitán de tormentas y reemplaza a Pedro Troglio, logrando tras un empate y una derrota, cuatro partidos ganados en serie (en 6 partidos) colocando a Independiente en el quinta posición de campeonato a sólo 4 unidades de los punteros. Santoro le entrega el banco de suplentes a Claudio Borghi y pasa a ocupar el cargo de entrenador de arqueros de las Selecciones nacionales Juveniles. Sin embargo, tras una irregular gestión de Borghi que terminó en 3 derrotas consecutivas, Santoro regresó nuevamente y desde el martes 7 de octubre de 2008 y después de una titularidad y cuatro interinatos, vuelve a dirigir por sexta vez a Independiente, período que culmina con una goleada por 4 a 1 frente a Newell's, siendo uno de los pocos técnicos que termina su mandato con un goleada en su favor y todos los aplausos del público.

## Selección nacional

### Participaciones en Copas del Mundo
| Mundial                        | Sede     | Resultado    | Partidos | Goles |
| ------------------------------ | -------- | ------------ | -------- | ----- |
| Copa Mundial de Fútbol de 1974 | Alemania | Segunda fase | 0        | 0     |

## Clubes

### Como jugador
| Club          | País      | Año       | Partidos |
| ------------- | --------- | --------- | -------- |
| Independiente | Argentina | 1962-1973 | 343      |
| Málaga C. F.  | España    | 1973-1974 | 22       |
| Hércules      | España    | 1974-1977 | 50       |

### Como director técnico
| Club          | País      | Año       |
| ------------- | --------- | --------- |
| Independiente | Argentina | 2007      |
| Independiente | Argentina | 2008      |
| Independiente | Argentina | 2008-2009 |

## Estadísticas
Datos actualizados al fin de la carrera deportiva.
| Independiente Argentina |               |               |     |     |     |   |   |    |    |    |     |     |     |     |
| 1.ª | 1962          | 2             | 0   | 2   | -   | - | - | -  | -  | -  | 2   | 0   | 2   |     |
| 1.ª | 1963          | 12            | 14  | 4   | -   | - | - | -  | -  | -  | 12  | 14  | 4   |     |
| 1.ª | 1964          | 18            | 14  | 9   | -   | - | - | 5  | 3  | 3  | 23  | 17  | 12  |     |
| 1.ª | 1965          | 32            | 28  | 12  | -   | - | - | 8  | 8  | 4  | 40  | 36  | 16  |     |
| 1.ª | 1966          | 22            | 14  | 13  | -   | - | - | 3  | 3  | 1  | 25  | 17  | 14  |     |
| 1.ª | M-1967        | 23            | 17  | 11  | -   | - | - | -  | -  | -  | 23  | 17  | 11  |     |
| 1.ª | N-1967        | 15            | 14  | 7   | -   | - | - | -  | -  | -  | 15  | 14  | 7   |     |
| 1.ª | M-1968        | 8             | 7   | 4   | -   | - | - | 11 | 15 | 2  | 19  | 22  | 6   |     |
| 1.ª | N-1968        | 11            | 18  | 3   | -   | - | - | -  | -  | -  | 11  | 18  | 3   |     |
| 1.ª | M-1969        | 20            | 20  | 7   | -   | - | - | -  | -  | -  | 20  | 20  | 7   |     |
| 1.ª | N-1969        | 17            | 13  | 7   | -   | - | - | -  | -  | -  | 17  | 13  | 7   |     |
| 1.ª | M-1970        | 20            | 25  | 3   | -   | - | - | -  | -  | -  | 20  | 25  | 3   |     |
| 1.ª | N-1970        | 20            | 35  | 4   | -   | - | - | -  | -  | -  | 20  | 35  | 4   |     |
| 1.ª | M-1971        | 23            | 18  | 9   | -   | - | - | -  | -  | -  | 23  | 18  | 9   |     |
| 1.ª | N-1971        | 13            | 11  | 5   | -   | - | - | -  | -  | -  | 13  | 11  | 5   |     |
| 1.ª | M-1972        | 21            | 28  | 5   | -   | - | - | 14 | 12 | 6  | 35  | 40  | 11  |     |
| 1.ª | N-1972        | 12            | 17  | 4   | -   | - | - | -  | -  | -  | 12  | 17  | 4   |     |
| 1.ª | M-1973        | 26            | 24  | 10  | -   | - | - | 9  | 6  | 4  | 35  | 30  | 14  |     |
| 1.ª | N-1973        | 13            | 18  | 2   | -   | - | - | 1  | 0  | 1  | 14  | 18  | 3   |     |
| 1.ª | M-1974        | 12            | 15  | 1   | -   | - | - | -  | -  | -  | 12  | 15  | 1   |     |
| 1.ª | N-1974        | 3             | 2   | 2   | -   | - | - | -  | -  | -  | 3   | 2   | 2   |     |
| Total club | Total club    | 343           | 352 | 124 | 0   | 0 | 0 | 51 | 47 | 21 | 394 | 399 | 145 |     |
| Hércules · España |               |               |     |     |     |   |   |    |    |    |     |     |     |     |
| 1.ª | 1974-75       | 20            | 19  | 7   | -   | - | - | -  | -  | -  | 20  | 19  | 7   |     |
| 1.ª | 1975-76       | 14            | 17  | 7   | -   | - | - | -  | -  | -  | 14  | 17  | 7   |     |
| 1.ª | 1976-77       | 16            | 23  | 2   | 1   | 1 | 0 | -  | -  | -  | 17  | 24  | 2   |     |
| Total club | Total club    | 50            | 59  | 16  | 1   | 1 | 0 | 0  | 0  | 0  | 51  | 60  | 16  |     |
| Total carrera | Total carrera | Total carrera | 393 | 411 | 140 | 1 | 1 | 0  | 51 | 47 | 21  | 445 | 459 | 161 |
| (1) Incluye datos de la Copa del Rey (1976-77). (2) Incluye datos de la Copa Libertadores (1964, 1965, 1966, 1968, 1972, 1973); Copa Intercontinental (1964, 1965, 1973); Copa Interamericana (1972). (2) No incluye goles en partidos amistosos. |               |               |     |     |     |   |   |    |    |    |     |     |     |     |

## Palmarés

### Campeonatos nacionales
| Título           | Club          | País      | Año    |
| ---------------- | ------------- | --------- | ------ |
| Primera División | Independiente | Argentina | 1963   |
| Primera División | Independiente | Argentina | N-1967 |
| Primera División | Independiente | Argentina | M-1970 |
| Primera División | Independiente | Argentina | M-1971 |

### Copas internacionales
| Título                | Equipo        | Sede        | Año  |
| --------------------- | ------------- | ----------- | ---- |
| Copa Libertadores     | Independiente | Avellaneda  | 1964 |
| Copa Libertadores     | Independiente | Santiago    | 1965 |
| Copa Libertadores     | Independiente | Avellaneda  | 1972 |
| Copa Libertadores     | Independiente | Montevideo  | 1973 |
| Copa Interamericana   | Independiente | Tegucigalpa | 1973 |
| Copa Intercontinental | Independiente | Roma        | 1973 |